# 中性區
中性區，又称分相区（英文名稱：Neutral Zone 或 Dead Zone，在臺灣鐵路公司稱作 Neutral Section）乃電氣化鐵路的無電區間，一般設置於交流電氣化線路的變電站附近、兩交流變電站供電區域的分隔處，或交流與直流供電的交界處。

## 中性區的作用
中性區有以下作用：

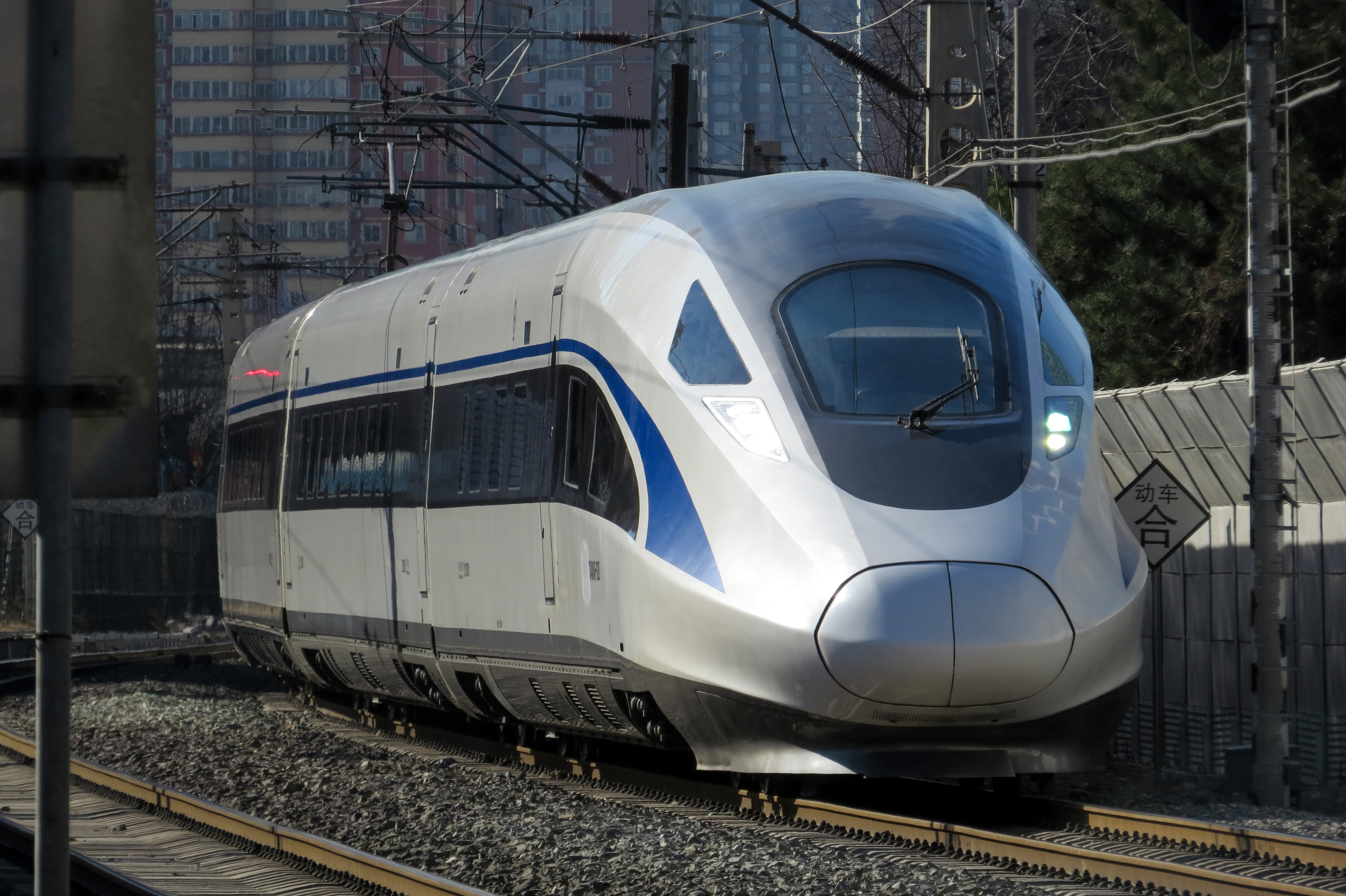
京九铁路农服所（手帕口）道口，“合”字警示牌表明前方分相区结束

- 在交流供電區與直流供電區間交界處的中性區是用以隔開交流和直流區間；
- 在兩個交流變電站供電區域分隔處設置中性區，則為防止電車因兩區間電力相位不同而產生相位電位差，導致電力機車設備受損[1]。
- 在兩個不同電壓的直流電交界點，中性區用以分隔不同電壓；
- 在兩個不同電壓的交流電交界點，中性區用以分隔不同電壓。
- 在兩個不同頻率的交流電交界點，中性區用以分隔不同頻率。

相同電壓的直流電化路線，因為不會有出相位不同問題，所以一般来说不需要設置中性區，但也有部分不得已设置同电压直流中性区以保护某些科学研究设施的特例。

## 交流中性區設置位置

### 香港
港鐵東鐵綫（前九廣東鐵）

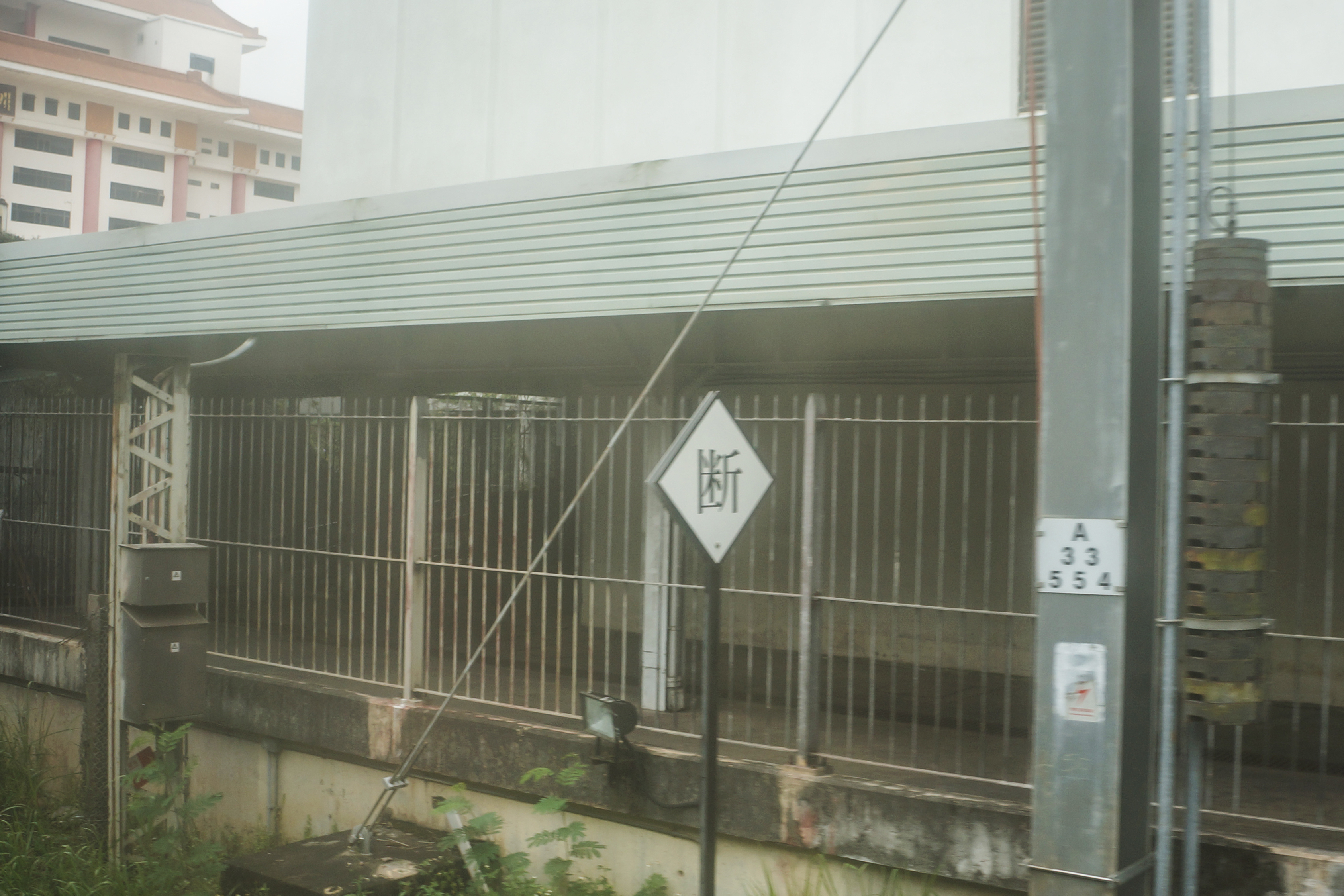
罗湖站北侧的断路提示牌，提醒直通車司机前方为中性区

- 罗湖站以北罗湖桥处，分隔广深铁路及東鐵綫的供電區
- 粉嶺站以南（近九龍坑；連繫粉嶺站南端的粉嶺中電牽引變電站，分隔粉嶺至羅湖/落馬洲及大學至粉嶺站的供電區）
- 大學站以北，馬料水香港科學園附近，近環迴北路中大危險品倉（環迴北路分區所附近，用以分隔大圍至大學及大學至粉嶺站的供電區）
- 大圍站以南（大圍中電牽引變電站，與屯馬綫共用，分隔大圍至大學及大圍至紅磡站的供電區）
- 紅磡站以北，何文田愛民邨附近（與屯馬綫共用；但東鐵綫部分自2009年8月16日起因九龍南綫通車已暫停使用）
- 會展站以北，海底隧道近銅鑼灣避風塘堤壩（連繫南通風大樓的港燈牽引變電站；分隔大圍至紅磡及紅磡至金鐘站的供電區，並作為中電與港燈供電區域的分界）

港鐵屯馬綫
- 天水圍站以東（近朗天路）
- 錦上路站以南（河背抽風站大樓內牽引變電站，近屯馬綫大欖隧道錦田入口）
- 荃灣西站以南（葵芳輔助設施大樓中電牽引變電站，近葵芳（南）巴士總站）
- 柯士甸站以北（近麗翔道，油麻地通風大樓內牽引變電站）
- 宋皇臺站以北
- 顯徑站以南（獅子山鐵路隧道近4號逃生門（連繫大圍鐵路變電站，分隔顯徑至第一城及顯徑至啟德站的供電區）
- 第一城站以南（2018年10月7日連同第一城站東北面預留變電站正式啟用，分隔顯徑至第一城及第一城至烏溪沙站的供電區）
- 恆安站以南（現時尚未安裝或尚未開啟）

廣深港高速鐵路香港段
- 近石崗列車停放處
- 福田站以南（用作分隔兩地不同供電網絡）

### 臺灣
| 路線       | 地點   | 性質   | 里程（台北站起算） | 位置                     | 備註                                   |
| ---------- | ------ | ------ | ------------------ | ------------------------ | -------------------------------------- |
| 台東線     | 台東   | 變電站 | 382.8              | 康樂站南                 | 2014/04完工，南迴線內                  |
| 台東線     | 鹿野   | 隔開點 | 332.9              | 鹿野站南                 |                                        |
| 台東線     | 關山   | 變電站 | 316.4              | 關山站北                 | 2014/04完工                            |
| 台東線     | 東竹   | 隔開點 | 296.6              | 東竹站南                 |                                        |
| 台東線     | 玉里   | 變電站 | 276.6              | 玉里站北                 | 2014/04完工                            |
| 台東線     | 瑞穗   | 隔開點 | 255.7              | 瑞穗站北                 |                                        |
| 台東線     | 光復   | 變電站 | 235.3              | 光復站北                 | 2014/04完工                            |
| 台東線     | 壽豐   | 隔開點 | 212.7              |                          |                                        |
| 北迴線     | 花蓮   | 變電站 | 193.9              | 花蓮站北                 | 豐川附近、新生橋南                     |
| 北迴線     | 崇德   | 隔開點 | 175.2              | 崇德站南                 | 立霧溪橋北                             |
| 北迴線     | 和平   | 變電站 | 156.6              | 和平站南                 | 新和平隧道北                           |
| 北迴線     | 武塔   | 隔開點 | 138.4              | 武塔站南                 | 南澳南溪橋北                           |
| 北迴線     | 蘇澳   | 變電站 | 118.7              | 蘇澳新站南               | 蘇澳一號隧道北大彎道                   |
| 宜蘭線     | 羅東   | 隔開點 | 103.5              | 羅東站北                 | 光榮北路陸橋北                         |
| 宜蘭線     | 礁溪   | 變電站 | 87.6               | 礁溪站南                 |                                        |
| 宜蘭線     | 大溪   | 隔開點 | 67.3               | 大里站與大溪站之間       | 大溪隧道北                             |
| 宜蘭線     | 雙溪   | 變電站 | 49.0               | 雙溪站南                 | 長潭隧道北                             |
| 宜蘭線     | 四腳亭 | 隔開點 | 28.3               | 四腳亭站西               |                                        |
| 縱貫線北段 | 南港   | 變電站 | 12.2               | 汐科站南                 | 汐止山岳段隧道出口引道上               |
| 縱貫線北段 | 松山   | 隔開點 | 3.5                | 光復與復興緊急停靠站之間 | 約在敦化南路處                         |
| 縱貫線北段 | 樹林   | 變電站 | 11.7               | 樹林站北                 | 俊英街東北側                           |
| 縱貫線北段 | 桃園   | 隔開點 | 26.8               | 桃園站東南               |                                        |
| 縱貫線北段 | 內壢   | 變電站 | 33.7               | 內壢站北                 | 桃園市立永豐高級中學一帶的貨櫃場旁     |
| 縱貫線北段 | 富岡   | 隔開點 | 54.2               | 富岡站東                 |                                        |
| 縱貫線北段 | 新竹   | 變電站 | 73.5               | 新竹站北                 | 頭前溪南岸、頭前溪橋與新竹貨運公司之間 |
| 山線       | 竹南   | 隔開點 | 98.2               | 竹南站南                 | 中港溪橋南側                           |
| 山線       | 苗栗   | 變電站 | 110.1              | 豐富站南                 | 後龍溪南岸                             |
| 山線       | 三義   | 隔開點 | 130.0              | 三義站北                 |                                        |
| 山線       | 豐原   | 變電站 | 150.8              | 豐原站北                 | 豐原區東北街437巷與365巷之間           |
| 山線       | 台中   | 隔開點 | 168.6              | 台中站南                 |                                        |
| 海線       | 竹南   | 隔開點 | 98.2               | 竹南站南                 | 中港溪橋南側                           |
| 海線       | 後龍   | 變電站 | 113.9              | 後龍站南                 |                                        |
| 海線       | 通霄   | 隔開點 | 134.1              | 通霄站南                 |                                        |
| 海線       | 甲南   | 變電站 | 157.7              | 台中港站南               |                                        |
| 海線       | 大肚   | 隔開點 | 175.0              | 大肚站北                 |                                        |
| 成追線     | 追分   | 隔開點 | ——                 | 追分站東                 |                                        |
| 縱貫線南段 | 彰化   | 變電站 | 183.3              | 彰化站南                 |                                        |
| 縱貫線南段 | 田中   | 隔開點 | 207.1              | 田中站北                 |                                        |
| 縱貫線南段 | 石榴   | 變電站 | 228.8              | 石榴站南                 |                                        |
| 縱貫線南段 | 大林   | 隔開點 | 247.0              | 大林站北                 |                                        |
| 縱貫線南段 | 嘉義   | 變電站 | 265.8              | 嘉義站南                 |                                        |
| 縱貫線南段 | 新營   | 隔開點 | 284.8              | 新營站北                 |                                        |
| 縱貫線南段 | 善化   | 變電站 | 304.8              | 善化站北                 |                                        |
| 縱貫線南段 | 台南   | 隔開點 | 326.8              | 台南站南                 |                                        |
| 縱貫線南段 | 岡山   | 變電站 | 350.2              | 岡山站南                 | 高雄捷運紅線R24岡山高醫站2號出入口前   |
| 屏東線     | 高雄   | 隔開點 | 372.1              | 鼓山-三塊厝區間          | 與高雄臨港線分歧處附近                 |
| 屏東線     | 九曲堂 | 變電站 | 385.8              | 九曲堂站西南             | 約新鎮路北端處                         |
| 屏東線     | 竹田   | 隔開點 | 404.7              | 竹田站南                 |                                        |
| 屏東線     | 潮州   | 變電站 | 411.3              | 潮州站西南               | 潮州基地西端                           |
| 南迴線     | 枋寮   | 隔開點 |                    | 枋寮站北                 | 已投入供電                             |
| 南迴線     | 內獅   | 變電站 |                    | 內獅站北                 | 已投入供電                             |
| 南迴線     | 菩安   | 隔開點 |                    | 舊菩安號誌站內           | 已投入供電                             |
| 南迴線     | 大武   | 變電站 |                    | 大武站北                 | 加津林部落附近，2021/2/3投入供電       |
| 南迴線     | 香蘭   | 隔開點 |                    | 舊香蘭站內               | 已投入供電                             |

## 交直流中性區設置位置

### 中国大陆
- 重庆轨道交通江跳线：石林寺站（直流1,500V）至九龙园站（交流25kV）之间，中梁山隧道石林寺一侧洞口[2]

### 日本
东日本地区（直流1,500V-交流20kV 50Hz）
- JR常磐線：取手站至藤代站之間；
- JR水戶線：小山站至小田林站之間；
- JR東北本線：黑磯站至高久站之間（2018年1月3日之前原本在黑磯站的站內）[3]；
- JR羽越本線：村上站至間島站之間；
- 首都圈新都市鐵道筑波快線：守谷站至未來平站之間。

西日本地区（除另有注释外皆为直流1,500V-交流20kV 60Hz）
- 越後朱鷺鐵道日本海翡翠線：梶屋敷站至越后押上翡翠海岸站之間[4]；
- JR七尾線：中津幡站至津幡站間；
- 福井幸福鐵道Hapi-line Fukui線：敦賀站至南今庄站間（下行线设置于距北陆隧道敦贺一侧入口约200m处，上行线设置于下行线设置点500m开外）
  - 北陆本线长滨-敦贺之间及湖西线永原-近江盐津之间改为直流供电期间，2006年8月下旬设置完成，9月24日正式投用
- JR山陽本線：門司站站内（下行2处，上行1处）
  - 下行线设置位置距离3、4号月台约26m，为了防止进入九州的货运列车爬破能力不足导致卡住分相，站内有一条通过线为直流供电，并在小仓方向另外设置分相区。
- JR山阳本线：新下关站站内（山阳新干线新下关保守基地内）（直流1,500V-交流25kV 60Hz）
  - 曾用于测试轨距可变列车进入山阳新干线，但在2016年7月以后，变轨装置被拆除，准轨与窄轨之间断开，使得该分相区事实上处在停用状态

### 韩国
在韓國，中性區稱為絕緣區（절연구간）。兩者均為直流1,500V-交流25kV 60Hz。
- 首都圈電鐵1號線（首爾地鐵1號線 / 京釜線）：首爾-南營
- 首都圈電鐵1號線（首爾地鐵1號線/ 京元線）：清凉里-回基
- 首都圈电铁4号线（首爾地鐵4號線 / 果川線）：南泰嶺-立岩
- 仁川國際機場鐵路・首爾地鐵9號線：金浦机场站內（在連絡線上，目前沒有定期列車通過）

## 直流中性區設置位置

### 香港
電車，香港輕鐵和前地鐵各線，因為它們都是使用直流電，所以沒有中性區，但設有區分（Section Insulator，俗稱龍蝦）以分隔兩個直流電區間，來防止互相干擾。

### 日本
- 小田急箱根铁道线（箱根登山电车）：箱根汤本站站内（直流1,500V-750V）
  - 2006年以后只用于回送列车

## 關連項目
- 集電弓
- 高架電車線